# 6717 Antal
6717 Antal este un asteroid din centura principală, descoperit pe 10 octombrie 1990, de Freimut Börngen și Lutz Schmadel.